# Limosina eclecta
Limosina eclecta är en tvåvingeart som beskrevs av Papp 1973. Limosina eclecta ingår i släktet Limosina och familjen hoppflugor. Inga underarter finns listade i Catalogue of Life.